# Cedusa xipola
Cedusa xipola är en insektsart som beskrevs av Kramer 1986. Cedusa xipola ingår i släktet Cedusa och familjen Derbidae. Inga underarter finns listade i Catalogue of Life.